# Tiempos de Chicago
Tiempos de Chicago es una película de gánsteres hispano-italiana del año 1969 dirigida por el cineasta español Julio Diamante, y protagonizada por Peter Lee Lawrence.

## Argumento
El campesino Frank corre a través de un tiroteo de una banda de gánsteres, llevando a las víctimas a la oficina central de la banda. Rápidamente se gana un lugar entre la gente de Erik, un capo local. El cabeza de sindicato, Big John, desea unir las cuatro cuadrillas en Chicago, pero Erik los desafía, deseando permanecer independiente. Una tentativa de asesinato lo fuerza a reconsiderar la situación, por lo que sus hombres no tienen una buena impresión acerca de Erick y consideran esto como un acto de cobardía.
Éste es el punto que permite al ambicioso Frank y a su compañera Lucie inmiscuirse entre la gente de Erik. En su primer encargo por parte de Erik, Frank debe alquilar unas prostitutas y destruir un casino de Big John, desafiando al sindicato entero. Erik, mientras tanto, sigue abrigando muchos sentimientos de venganza...

## Reparto
- Peter Lee Lawrence: Erik
- Guglielmo Spoletini: Francesco 'Frank' Lo Faro
- Ingrid Schoeller: Lucie
- Eduardo Fajardo: Capitán Harper
- Luis Induni: Mike
- Miguel Del Castillo: Senador
- Fernando Sánchez Polack: Rico
- José Truchado:
- Luis de Tejada:
- Luis Bar Boo: El Irlandés (as Luis Bar-Boo)
- José Jaspe: Conductor de camión
- Philippe Hersent: Big John
- Ingrid Andre:
- Tito García: Turi

## Títulos para el estreno
- Die Heiße Masche - Chikago 1920
- He maksoivat luodeilla
- Tempo di Charleston - Chicago 1929
- They Paid with Bullets: Chicago 1929